# Caputxí de Santa Marta
El caputxí de Santa Marta (Cebus malitiosus) és una espècie de primat de la família dels cèbids. És endèmic dels vessants nord-orientals de la Sierra Nevada de Santa Marta (Colòmbia), on viu a altituds d'entre 0 i 1.300 msnm. Els seus hàbitats naturals són els boscos tropicals secs, els boscos tropicals de plana, els boscos submontans i els boscos montans. És una espècie en perill per la destrucció i fragmentació del seu hàbitat per la ramaderia bovina i la indústria de l'oli de palma, així com el comerç il·legal d'animals. El seu nom específic, malitiosus, significa ‘maliciós’ en llatí.